# ERIHIRO
ERIHIRO（エリヒロ）は、SPEEDの今井絵理子と島袋寛子による女性2人組の音楽グループ。2015年結成。所属事務所はライジングプロダクション、所属レーベルはSONIC GROOVE。

## 概要
TBS系の音楽番組『UTAGE!』などでの共演をきっかけに「2人でこれまでとは違う30代の音楽をやりたい」と思い立ち、SPEEDが事実上の活動停止状態であることから、新たなユニットの結成を決意。「大人の音遊び」をテーマに、BABYMETALのサウンドプロデュースを手掛けるDJ'TEKINA//SOMETHING（通称テキサム（ゆよゆっぺ））のプロデュースにより、時代の最先端のEDMとJ-POPをコラボレーションさせた音楽作りを目指す。かつてないハイトーンのメロディー、高揚感溢れるダンスミュージックと哀愁漂う感情的なボーカルのコンビネーションが特徴となる。
新しい音楽にあわせてこのユニットでは2人のビジュアルも従来のイメージを一新し、ERIは髪を20cm以上カットしてかつてない短さのショートヘアに、HIROはかつてのセミロングのイメージとは大きく異なるピンクにカラーリングしたロングヘアーで活動をしている。
結局シングルを1枚リリースしただけにとどまり、公式Twitterの更新も2015年末の事務所ライブの出演告知を最後に行われなくなった。加えて翌2016年にERIがこの年の参議院議員選挙に当選して政界入りしたことにより芸能活動を停止した事で、正式な解散は宣言していないものの事実上活動停止状態となった。また公式twitterのアカウントは残存しているものの前述の通り更新されておらず、公式サイトと公式ブログは既に閉鎖されている。

## メンバー
- ERI - 今井絵理子（いまい えりこ、1983年9月22日（41歳））
- HIRO - 島袋寛子（しまぶくろ ひろこ、1984年4月7日（41歳））

## 出演
- UTAGE　（TBS）（2014年4月 - 2015年9月）※レギュラー
- 魁!音楽の時間　（フジテレビ）（2015年9月7日）
- MUSIC FAIR　（フジテレビ）（2015年9月26日）

## ディスコグラフィー

### シングル
|     | タイトル | 発売日        | 規格      | 規格品番                | 最高位 |
| --- | -------- | ------------- | --------- | ----------------------- | ------ |
| 1st | Stars    | 2015年8月26日 | CD+DVD CD | AVCD-16556/B AVCD-16557 | 27位   |

## タイアップ
| 起用年 | 楽曲  | タイアップ                                  |
| ------ | ----- | ------------------------------------------- |
| 2015年 | Stars | TBS系ドラマ『ホテルコンシェルジュ』EDテーマ |